# Fausto Elhuyar

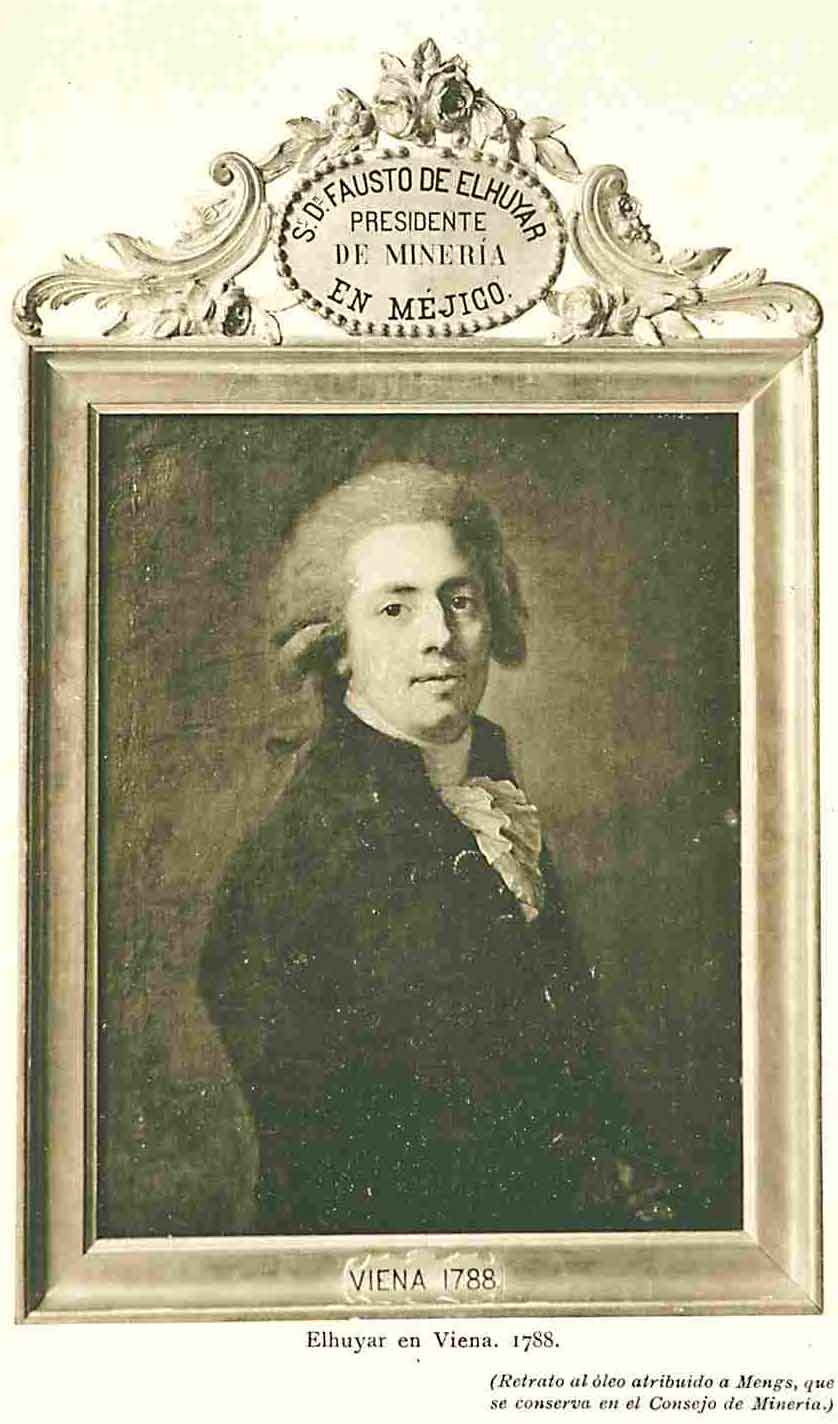
Fausto Elhuyar

Fausto de Elhuyar y de Suvisa (* 11. Oktober 1755 in Logroño, Spanien; † 6. Februar 1833 in Madrid) war ein spanischer Chemiker.
Er studierte 1772 bis 1776 mit seinem Bruder Juan José Elhuyar in Paris Chemie und war danach mit ihm auf der Bergakademie Freiberg. Dem schlossen sich Studienreisen in Mitteleuropa und Skandinavien an und ein Studium in Uppsala, bevor er 1781 nach Spanien zurückkehrte. Er war Professor für Metallurgie an der Bergbauschule in Bergara und ging 1788 als Generaldirektor der Bergwerke nach Mexiko-Stadt, wo er 1792 die Bergakademie gründete. 1821 kehrte er nach Madrid zurück, wurde Staatsminister und Generaldirektor der Bergwerke in Spanien.
Fausto Elhuyar entdeckte 1783 gemeinsam mit seinem Bruder Juan José Elhuyar (der den Hauptanteil an der Entdeckung hatte) das Wolfram.